# Krasni Béreg
Krasni Béreg (en rus: Красный Берег) és un poble (possiólok) del krai de Perm, a Rússia, que pertany al districte rural de Solikamski. El 2010 tenia 2.145 habitants.